# 原口庄輔
原口 庄輔（はらぐち しょうすけ、1943年 - 2012年6月7日）は、日本の言語学者・英語学者、筑波大学名誉教授。生成音韻論が専門。

## 人物
1966年東北大学文学部英語英文科卒。1975年マサチューセッツ工科大学大学院でPh.D.。1981年市河三喜賞受賞。筑波大学助教授、教授、2000年定年退官、名誉教授、明海大学教授。2008年～2010年日本英語学会会長。

## 著書

### 単著
- 『変形文法の視点』こびあん書房、1981
- 『ことばの文化』こびあん書房、1982
- 『多元的文法理論』リーベル出版、1983
- 『プラス思考のすすめ 人生を楽しくする秘訣』善文社、1993. Zen books
- 『音韻論』開拓社、1994. 現代の英語学シリーズ
- 『続・プラス思考のすすめ 人生を楽しくする秘訣』善文社、1997

### 共編著
- 『現代の英文法 第11巻　変形』鷲尾竜一共著. 研究社出版、1988
- 『チョムスキー理論辞典』中村捷共編.研究社出版、1992
- 『地球交響曲 トマトの生命力に学ぶ』野沢重雄共著.善文社、1995.Zenbooks. 能力開発シリーズ
- 『音声学・音韻論』島岡丘、枡矢好弘共編.研究社、1999.英語学文献解題
- 『ことばの仕組みを探る 生成文法と認知文法』共著.研究社出版、2000　英語学モノグラフシリーズ
- 『文法 2』今西典子共編.研究社、2001、英語学文献解題
- 『声に出し書いて覚える英文法』白野伊津夫、 Jesse Glass, Jr.共著.鷹書房弓プレス、2004
- 『レキシコンを考える』編.開拓社、2004
- 『意味論』山中桂一、今西典子共編.研究社、2005、英語学文献解題

### 翻訳
- ノーム・チョムスキー『統率・束縛理論』安井稔共訳.研究社出版、1986
- チョムスキー『統率・束縛理論の意義と展開』安井稔共訳.研究社出版、1987
- M.ハレ, J.-R.ヴェルニョ『強勢の理論』田中章共訳.研究社出版、1993.
- 『新「国際日本語」講座 英語辞書の中の日本文化 英和対照』原口友子共編訳.洋販出版、1998
- 姜明宝主編『ダイナミック中国語会話 カラー版 初級編』佐々木勲人、原口友子共訳.洋販出版、1998
- L.G.Alexander 『ロングマン速解英語正誤辞典』原口友子共監訳 言語情報能力開発研究所訳.ピアソン・エデュケーション、2001